# Penguin Adventure
Penguin Adventure (夢大陸アドベンチャー?, Yume Tairiku Adobenchā) è un videogioco a piattaforme del 1986 sviluppato da Konami per MSX. Seguito di Antarctic Adventure, il titolo è stato incluso nella raccolta Konami Antiques MSX Collection per PlayStation e Sega Saturn e distribuito tramite Virtual Console per Wii e Wii U. Allo sviluppo del gioco ha collaborato Hideo Kojima.